# Paul Decagny
Pour les articles homonymes, voir Decagny.
Paul Decagny ou de Cagny né à Nesle, le 5 prairial an XII (25 mai 1804), mort à Amiens, le 24 avril 1893, plus connu sous le nom de l’abbé Decagny, est un prêtre du diocèse d'Amiens, chercheur et monographe picard du XIXe siècle.

## Biographie

### Un homme d'Église
Paul, Urbain Cagny puis de Cagny est né à Nesle (Somme), le 5 germinal an XII (25 mai 1804) ; son père François Cagny était boulanger, son frère aîné, François de Cagny (1793-1875), fut ordonné prêtre en 1816.
Il fut élève du collège jésuite Saint-Acheul, à Amiens, de 1817 à 1822.
Se destinant à la prêtrise, il entreprend des études théologiques au grand séminaire d'Amiens, devenant en parallèle, en 1823, professeur au petit séminaire de Saint-Riquier, puis en 1827 au collège ecclésiastique de Roye.
Ordonné prêtre le 20 décembre 1828, Paul Decagny est nommé vicaire à Harbonnières puis curé de la paroisse de Bouchoir, en 1830 et enfin curé de la paroisse d'Ennemain dans
l'arrondissement de Péronne, jusqu'en 1869.
En 1882, Mgr Guilbert, alors évêque d'Amiens, le nomme chanoine honoraire de la cathédrale d'Amiens.

### Un historien
C'est à cette époque qu'il rédige son principal ouvrage, son Histoire de l'Arrondissement de Péronne, dont deux éditions ont paru.
C'est aussi à cette époque qu'il fit la promotion des deux statues élevées à la mémoire du pédagogue et grammairien Lhomond, à Amiens et à Chaulnes. Lors de l'inauguration de la statue de Lhomond à Chaulnes en 1860, il prononça son éloge, qui fut ensuite imprimé.
Afin de se rapprocher de son frère aîné, aussi prêtre et ancien curé-doyen de Mailly, il vint ensuite habiter à Amiens.
Il devint membre de la Société des antiquaires de Picardie dès sa création, en 1837, et put s'occuper plus activement de cette société savante après son installation à Amiens. Il en fut nommé membre titulaire résidant en 1870, en fut élu président en 1880 et en devint président honoraire en 1887.
En 1858, il devient membre de la Société des antiquaires de France, en 1871 officier d'académie.
Il meurt à Amiens le 22 avril 1893 . Ses obsèques eurent lieu en l'église Saint-Martin d'Amiens et son inhumation dans la sépulture familiale, au cimetière de Nesle.

### Apport à l'histoire de la Picardie
Les destructions dues à la Première Guerre mondiale, en particulier lors de la bataille de la Somme, ayant fait disparaître de très nombreux documents d'archives dans l'Est du département de la Somme, terrain de prédilection des recherches publiées par l'abbé Decagny, ses ouvrages sont parfois le seul témoignage subsistant sur l'histoire locale antérieure au XXe siècle.
Il s'intéressait particulièrement à l'archéologie et a aussi été collaborateur de la Revue d'Art Chrétien .

### Publications
(Liste non exhaustive)
- Isabelle de Nesle, in-18, Lille, Lefort , 1837 ;
- L'Arrondissement de Péronne ou recherches sur les villes, bourgs, villages et hameaux qui le composent, 1 vol. petit in 8°, Péronne, J. Quentin, 1844, II+608 pp. Cet ouvrage a été réédité sous une forme beaucoup plus développée et sous un titre légèrement différent, en 2 volumes, parus en 1865 et 1867 (infra) ;
- Notre-Dame des Joies, ou Le vrai Bonheur, in-12° Amiens, Alfred Caron , 1849 ;
- Notice historique sur le château de Suzanne en Santerre et sur la Maison et marquisat d'Estourmel, in-8°, Péronne, J. Quentin, 1857, IV+108+6 pages avec un grand tableau généalogique dépliant, lire en ligne ;
- Les Souvenirs et les destinées de la France, 1 vol. in 8°, Amiens, Vve Lambert-Caron, 28 p. ;
- État général de l'ancien diocèse d'Amiens, comprenant les 130 paroisses du diocèse de Noyon qui y sont annexées depuis le concordat de 1801, dressé d'après les pouillés de 1648, 1736 et 1772, 1 vol. grand in-8°, Amiens, Lenoel-Herouart, 1866, 179 pages. Ce travail est paru aussi dans la revue La Picardie, tomes X, 1864 ; XI, 1865 et XII, 1866 ;
- Histoire de l'Arrondissement de Péronne et de plusieurs localités circonvoisines, 2 vol. grand in 8°, Péronne, J. Quentin ; tome 1, cantons de Péronne (page 1), Albert (p. 289), Bray (p. 457) et Chaulnes (p. 601), 1865, XL+808 pages, 26 planches hors texte ; tome 2, cantons de Combles (page 1), Ham (page 123), Nesle (page 412) et Roisel (page 679), 1867, II+828 pages, 15 planches hors texte. Avec son iconographie et presque trois fois plus de texte que l'ouvrage paru en 1844, celui-ci était considéré par son éditeur, dans son préambule, comme un "nouvel ouvrage" [7],[8]. Il faut y adjoindre le Complément paru en 1887 (infra) ;
- Un Maître d'école picard au XVIIIe siècle, ou Éloge historique de Martin Camus, maître d'école de Hallu en Santerre, au diocèse d'Amiens, in Revue La Picardie, tome XIV, 1868, p. 36 à 48, grand-in-8°, Amiens, Lenoel-Herouart, 1868 ;
- Notice historique sur la commune et la seigneurie de Caulaincourt, 1 vol. grand in 8°, Amiens, Lenoel-Herouart, 1872, 32 pages. Lire en ligne . Ce travail consacré en grande partie à la généalogie de la famille de Caulaincourt, est paru aussi dans la revue La Picardie, tome XVII, 1871-1872, p. 337 à 345, 393 à 401 et 445 à 457 ;
- Complément à l'Histoire de l'Arrondissement de Péronne, 1 vol. grand in 8°, Amiens, Rousseau-Leroy, 187 pages.